# 5 Dywizja Lotnictwa Myśliwskiego OPL
5 Dywizja Lotnictwa Myśliwskiego OPL (5 DLM) – związek taktyczny lotnictwa myśliwskiego ludowego Wojska Polskiego.

## Formowanie i zmiany organizacyjne
Dywizja powstała w ramach sześcioletniego planu rozbudowy lotnictwa. Na podstawie rozkazu ministra obrony narodowej nr 037/Org. z 28 kwietnia 1950 roku, w Warszawie rozpoczęto tworzyć dowództwo dywizji. Etat nr 6/96 przewidywał 73 żołnierzy zawodowych i 4 kontraktowych. Prace organizacyjne trwały do 15 listopada 1950 roku.
W 1951 roku kolejny rozkaz ministra obrony narodowej nr 0036/Org. z 7 kwietnia polecił dowódcy Wojsk Lotniczych sformować do 1 maja dowództwo 5 Dywizji Lotnictwa Myśliwskiego OPL. W nowym etacie nr 6/124 w dowództwie dywizji było 99 żołnierzy zawodowych i 5 kontraktowych. 
Rozkazem nr 0054/Org. z 6 lipca 1957 roku, minister obrony narodowej polecił dowódcy Wojsk Lotniczych i Obrony Przeciwlotniczej sformować na bazie dowództwa 5 Dywizji Lotnictwa Myśliwskiego OPL Dowództwo 1 Korpusu Obrony Przeciwlotniczej Obszaru Kraju.

## Struktura organizacyjna
W skład 5 DLM OPL miały wchodzić następujące jednostki: 
- 1 pułk lotnictwa myśliwskiego OPL
- 2 pułk lotnictwa myśliwskiego OPL
- 3 pułk lotnictwa myśliwskiego OPL
- 11 pułk lotnictwa myśliwskiego OPL

Po korektach w 1952 roku struktura była następująca:
- 1 pułk lotnictwa myśliwskiego OPL
- 13 pułk lotnictwa myśliwskiego OPL (nowo formowany)
- 31 pułk lotnictwa myśliwskiego OPL (nowo formowany)
- 81 kompania łączności
- 44 Ruchome Warsztaty Remontowe

## Dowódcy dywizji
- gen. bryg. pil. Grigorij Piatakow 1950 - 1952
- płk pil. Aleksy Marków 1952 - 1954
- płk pil. Tadeusz Krepski 1954 - 1956